# Nicola Tancredi Cartella
Nicola Tancredi Cartella (Messina, 30 gennaio 1861 – Monte San Gabriele, 12 agosto 1916) è stato un generale italiano del Regio Esercito pluridecorato ufficiale durante la prima guerra mondiale; cadde in combattimento nel corso della sesta battaglia dell'Isonzo.

## Biografia
Nacque a Messina il 30 gennaio 1861. Entrato nel Regio Esercito con il grado di sottotenente, fu assegnato al 24º Reggimento di fanteria, venendo promosso tenente il 10 maggio 1883. Nel 1911, con il grado di tenente colonnello del 40º Reggimento di fanteria della Brigata di fanteria "Bologna", prese parte alla guerra italo-turca, dove si distinse particolarmente durante la battaglia di Ain Zara (4 dicembre 1911), quando sostituì il suo comandante ferito a morte, e diresse con coraggio l'azione dei reparti. Per questo fatto fu decorato con una Medaglia d'argento al valor militare.
All'entrata dell'Italia nella guerra, il 24 maggio 1915, con il grado di colonnello assunse il comando del 29º Reggimento di fanteria della Brigata di fanteria "Pisa", inquadrata nella 21ª Divisione dell'XI Corpo d'armata al comando del generale Giorgio Cigliana. Tra il 23 e il 7 luglio combatté durante la prima battaglia dell'Isonzo, oltrepassando il fiume a Sagredo, e schierando il suo reggimento tra il Monte San Michele e il San Martino. Lasciò il comando del reggimento in data 28 luglio, per assumere quello della Brigata di fanteria "Bergamo" il giorno successivo.
Il 16 agosto la Brigata lanciò un attacco contro la piazzaforte di Tolmino, e al prezzo di gravi perdite conquistò le trincee avversarie sulle falde occidentali della collina di Santa Lucia.  Rimasto ferito durante tale azione, lasciò il comando della Brigata in data 20 agosto, venendo sostituito dal maggior generale Giacomo Ponzio. Promosso la grado di maggior generale, il 16 maggio 1916 assunse il comando della Brigata di fanteria "Pescara", inquadrata nella 43ª Divisione Territoriale, VI Corpo d'armata, della 3ª Armata al comando del generale Emanuele Filiberto di Savoia-Aosta.  Alla testa della sua unità prese parte alla conquista di Gorizia, operando sulle colline di Castagnevizza a oriente della città.
Morì in combattimento il 12 agosto sulle pendici del Monte San Gabriele, colpito da una scheggia di granata mentre ritornava da un'ispezione dalla prima linea tenuta dal 211º Reggimento di fanteria. 
A quell'epoca risultava insignito di altre due Medaglie d'argento al valor militare, conquistate nel corso della guerra, e una quarta gli fu una concessa alla memoria.
Il suo corpo fu prima sepolto presso il cosiddetto "Cimitero dei Quattro Generali" e poi trasferito al sacrario militare di Oslavia.
Per onorare la sua memoria gli fu dedicata una strada sia dal Comune di Roma che da quello di Pesaro (città nella quale risiedeva).

### Annotazioni
1. ↑  Si trattava del colonnello Giovanni Pastorelli a cui fu concessa la Medaglia d'oro al valor militare alla memoria.
2. ↑  Composta dal 25º e 26º Reggimento di fanteria, ed appartenente alla 7ª Divisione, IV Corpo d'armata (generale Mario Nicolis di Robilant), della 2ª Armata al comando del generale Pietro Frugoni.

### Fonti
1. ↑  Brigata Pescara
2. 1 2 3 4  Almanacco Italiano Vol.XXIII, 1918, p. 303.
3. ↑  Gazzetta Ufficiale del Regno d'Italia n.133 dell'8 giugno 1883.
4. ↑  Regio Decreto del 10 maggio 1883.
5. 1 2  Cavaciocchi, Ungari 2014, p. 59.
6. ↑  Schindler 2001, p. 59.
7. 1 2 3  Cavaciocchi, Ungari 2014, p. 126.
8. ↑  Cavaciocchi, Ungari 2014, p. 81.
9. ↑  Cadorna 1921, p. 277.
10. ↑  Cadorna 1921, p. 280 , al comando del tenente generale Luigi Capello.
11. ↑  Cadorna 1921, p. 264.
12. ↑  Cavaciocchi, Ungari 2014, p. 129.
13. ↑  Cadorna 1921, p. 296.
14. ↑  Gazzetta Ufficiale del Regno d'Italia n.67 del 21 marzo 1902.
15. ↑  Gazzetta Ufficiale del Regno d'Italia n.91 del 16 aprile 1919.